# Hemerocallis darrowiana
Hemerocallis darrowiana är en grästrädsväxtart som beskrevs av Shiu Ying Hu. Hemerocallis darrowiana ingår i släktet dagliljor, och familjen grästrädsväxter.
Artens utbredningsområde är Sachalin. Inga underarter finns listade i Catalogue of Life.